# Autzen Stadium
 (mars 2025).
 (mars 2025).
L'Autzen Stadium est un stade de football américain de 54 000 places situé sur le campus de l'Université de l'Oregon à Eugene en Oregon.
Le programme de football américain des Ducks de l'Oregon évolue dans cette enceinte inaugurée en 1967. Rénové en 2002, le stade est la propriété de l'université.